# Triumph (banda)
Triumph es una banda canadiense de hard rock que fue popular a finales de los años setenta y comienzos de los ochenta. Ocho de sus discos obtuvieron certificación de oro o superior, además de las múltiples nominaciones a los premios Juno, incluyendo «Grupo del Año» en 1979, 1985, 1986 y 1987.
Al igual que otras bandas canadienses como Rush y Saga, Triumph empezó a construir su reputación por toda Norteamérica como una banda en directo. La agrupación fue formada en Toronto, Ontario por los músicos Gil Moore (batería, voz) y Mike Levine (bajo, teclados, productor), después de conocer al guitarrista, vocalista y compositor Rik Emmett en una oficina en Toronto en 1975.

## La década de 1970
Triumph fue un poderoso trío canadiense, a menudo comparado con agrupaciones canadienses como Rush y Saga.  El estilo de la banda fue el hard rock y el heavy metal, aunque la propia banda se mostró reacia a aceptar esta etiqueta. Moore describió una vez a Triumph como una mezcla entre The Who y Emerson, Lake & Palmer. Las composiciones del guitarrista Rik Emmett muestran una influencia de rock progresivo, así como también de música clásica. En cada álbum, Triumph incluye una pieza de guitarra clásica. Moore también hace las voces de cantante en muchas de las canciones más pesadas de la banda. El bajista y teclista Levine produjo los primeros álbumes de la banda. El estilo de Triumph resultó impopular entre los críticos de rock. En la revista Rolling Stone los encuestados los calificó como una banda sin identidad.
El primer concierto de Triumph fue pagado en Simcoe High School el 19 de septiembre de 1975, por $750.  El 26 de agosto de 1978 fueron cabeza de cartel en el Canadá Jam Festival en Mosport Park tocando ante una multitud de 110.000 personas. Triumph firmaron su primer contrato discográfico con el Attic Records en Canadá. Más tarde firmó con RCA Records en los Estados Unidos que cubren todas las áreas excepto Canadá. Después, MCA Records tomó la banda y volvió a publicar toda la música de la banda en 1984. Los trabajos posteriores bajo el sello de MCA, realizados con productores «externos», fueron cada vez más difíciles de reproducir en concierto. En ese momento, Triumph deja de ser un verdadero trío, añadiendo a Rick Santers, un guitarrista y teclista de Toronto, para sus tres últimas giras.
El primer álbum de Triumph (originalmente llamado Triumph pero más tarde fue renombrado In the Beginning) fue poco conocido fuera de Canadá, pero la amplia distribución de su segundo material de estudio, Rock & Roll Machine, recibió gran difusión en algunas emisoras de radio, principalmente con la versión de Joe Walsh «Rocky Mountain Way». A mediados de 1978, Triumph realizó cinco conciertos en San Antonio, Texas, y luego viajó a través de Canadá con otras agrupaciones canadienses como Moxy y Trooper. 
San Antonio sigue siendo un lugar popular para el trío.
El tercer álbum de Triumph, Just a Game de 1979, aparece con un sencillo que fue muy exitoso en la radio en Estados Unidos; «Hold On», que se ubicó entre las primeras cuarenta posiciones. Just a Game fue disco fue oro en los EE. UU.

## La década de 1980
Los trabajos siguientes, 1981 Allied Forces y 1983 Never Surrender alcanzaron disco de oro en los Estados Unidos.  Al mismo tiempo, Triumph comenzó a lanzar una serie de sencillos de éxito moderado en la década de 1980. Allied Forces vendió más de un millón de copias en los EE. UU.
Never Surrender cambia la temática de la banda hacia composiciones con connotaciones políticas. Previamente, Rik Emmett limitaba a un solo tema de tipo político en cada álbum.  «Just a Game», «Hard Road», y «Ordinary Man» retratan un Rik Emmett con inclinaciones fuertemente populistas.  Sin embargo, en el álbum Never Surrender aparecen no menos de cinco himnos. El riff roquero de «Too Much Thinking» inspirado en Jimi Hendrix, muestra incluso uno de los discursos presidenciales de Ronald Reagan.  La revista Rolling Stone le dio a Never Surrender una calificación de una estrella considerándolo un trabajo pésimo, sin embargo, el álbum obtuvo disco de oro en los Estados Unidos (ventas de más de 500.000 unidades). Tal vez lo más perjudicial para el éxito de Triumph, fue que su relación con RCA se agrietó en este punto, y el sello no hizo mucho para promocionar sus álbumes. Por otro lado el ejecutivo de MCA Records, Irving Azoff, demostró su fe en el trío y firmó contrato con ellos por cinco álbumes. Tras su cambio de sello discográfico en 1984, MCA se hizo cargo de la distribución de todo el catálogo de diez años de Triumph.
Thunder Seven debutó en formato de disco compacto (CD) a finales de 1984, una época en que relativamente pocos podían permitirse el lujo de tener reproductores de CD.  A pesar de dos sencillos y vídeos de Gil Moore «Spellbound» y «Follow Your Heart», el álbum no alcanzó los niveles esperados, a pesar de que prontamente fueron lanzados también en casete y discos de vinilo. Thunder Seven es quizás de los altos márgenes de la banda, con letras de Rik Emmett abordando las preocupaciones sociales en un contexto dirigido a adultos. Thunder Seven se convirtió en disco de oro certificado por la Asociación de la Industria Discográfica de Estados Unidos (RIAA por sus siglas en inglés) en 2003.
Las ventas de la banda continuaron bajando. En 1985, la banda lanzó Stages, un doble disco en vivo extraído de los últimos tres conciertos.  Triumph tomaría un giro más comercial con su álbum de estudio de 1986, The Sport of Kings. El tema de Rik Emmett «Somebody's Out There» alcanzó el 37.º puesto del Billboard 200 y el lugar 53.º en Canadá a finales de 1986, siendo un éxito en radio y en vídeo. Luego de adicionar a Rick Santers a su alineación, Triumph sale de gira con el guitarrista sueco Yngwie Malmsteen por Estados Unidos.
En 1987, la banda intentó retomar el rumbo con Surveillance. Mientras Gil Moore y Mike Levine se mantuvieron firmes en el blues rock, Rik Emmett dio un giro hacia un estilo más moderno progresivo, incluso con la participación de Dixie Dregs y el guitarrista de Kansas, Steve Morse. Ellos colaboraron en un solo de guitarra doble con Gil Moore en «Headed for Nowhere». La gira concluyó en medio de la falta de armonía entre miembros del grupo, por los créditos de escritura y dirección artística, sin embargo, su último concierto el 3 de septiembre de 1988, fue un show enérgico en el escenario Kingswood en Canada's Wonderland, justo al norte de Toronto. A finales de 1988, Rik Emmett hizo una ruptura total con Triumph. Emmett inició una distinguida carrera en solitario, aunque iniciada con un modesto primer álbum, Absolutely, logrando cuatro hitos en Canadá.  Mientras tanto, Triumph lanzó en 1989 temas clásicos como su quinto álbum de contrato con MCA Records.

## 1990-presente

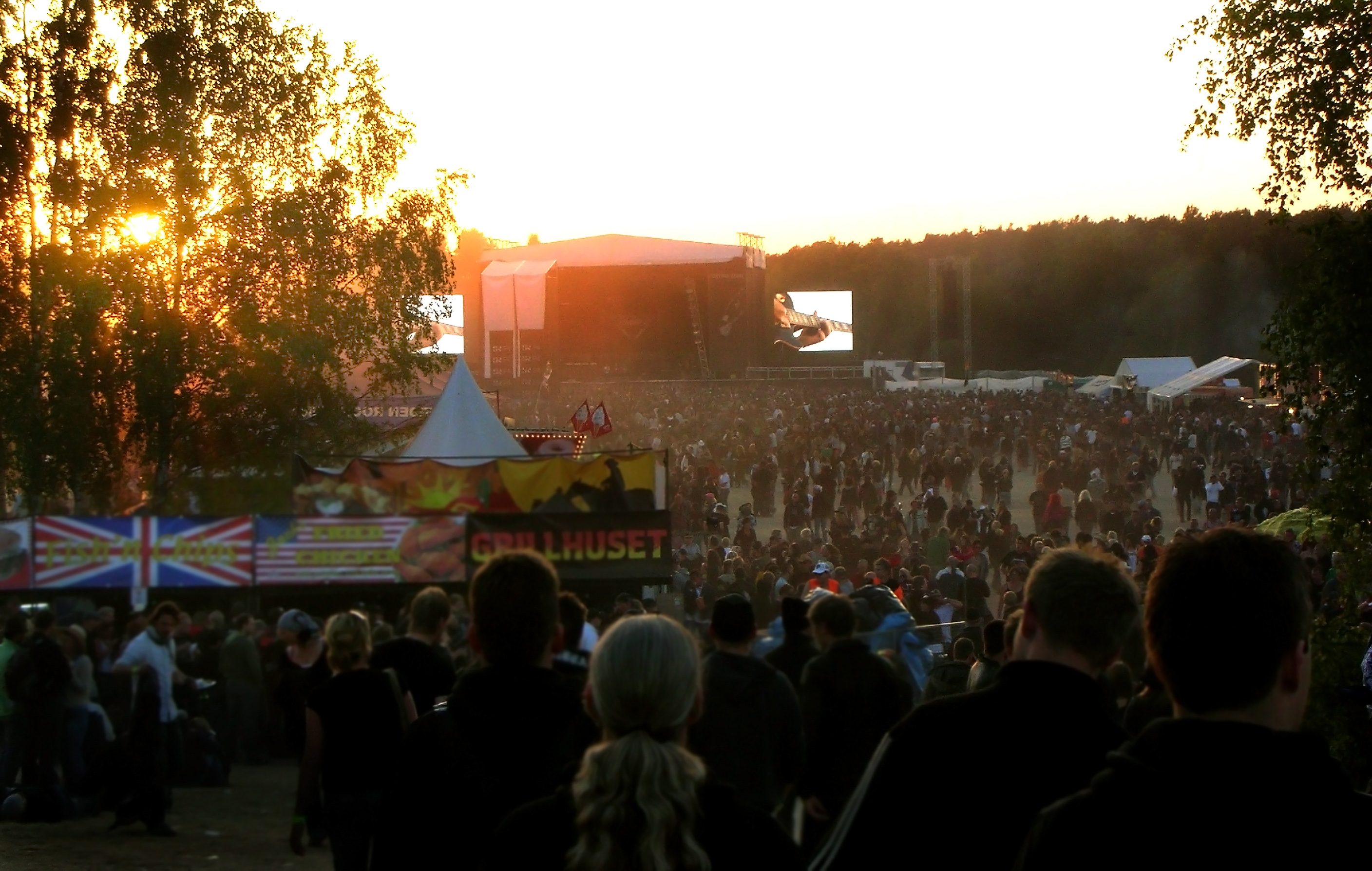
Triumph se presenta en el Sweden Rock Festival, 2008.

En 1992, los miembros restantes de Triumph contrataron a Phil X, un guitarrista canadiense conocido por su trabajo con Aldo Nova y Frozen Ghost. Gil Moore siguió siendo el principal compositor y cantante para el trabajo de 1992 Edge of Excess con ayuda del guitarrista y productor Mladen. Rick Santers también se mantuvo en el grupo como teclista y cantante para la gira de 1993 en Norteamérica, cantando Rik Emmett partes en «Magic Power» y «Fight the Good Fight». La recepción inicial de los álbumes en la radio estadounidense parecían muy favorables, hasta que el sello discográfico de Triumph, una subsidiaria de Polygram, se disuelve de forma inesperada en 1993. A raíz de esto, los miembros restantes de Triumph efectivamente se disuelven.
En 1998, Rik Emmett se resistió a las insinuaciones de sus excompañeros de banda para un «potencialmente lucrativo vigésimo aniversario» de giras por los EE. UU., afirmando que no estaba interesado. Sin embargo, Moore y Levine compran su catálogo a MCA y lanzan su propio sello, TML Entertainment, y continúan liberando grabaciones en vivo y vídeos de su larga carrera.
En 2003, TML sacó al mercado un DVD en vivo llamado Live at the US Festival, grabado originalmente en San Bernardino, California en el Festival de EE. UU. en 1983. Este histórico festival, que atrajo a 250.000 fanáticos del rock, también contó con Van Halen y The Clash. Triumph lanzó partes de este concierto en VHS tras la gira de Never Surrender, con dos vídeos del siguiente álbum Thunder Seven.  En 2004, TML publicó un segundo DVD de concierto, A Night of Triumph, grabado en 1987 en el Halifax Metro Centre durante la gira del disco The Sport of Kings. Una antología de Triumph, llamada Livin' for the Weekend: Anthology, se publicó en 2005. Luego en el 2006, Triumph lanza un álbum de versiones extendidas de algunos de los más populares éxitos de la banda llamado Extended Versions: Triumph.
Gil Moore actualmente posee y opera Metalworks Studios en Mississauga, Ontario, originalmente inaugurado en la década de 1980 para uso exclusivo de Triumph, donde también capacita a ingenieros y técnicos de sonido para la industria de la música de Canadá.
El 10 de marzo de 2007, Triumph fue introducido en el Salón de la Fama de la Música de Canadá en una ceremonia en el Fairmont Hotel Royal York de Toronto. Todos los miembros originales del grupo estaban presentes para el evento. Esta primera reunión en casi veinte años parece haber roto el largo silencio entre Rik Emmett y sus excompañeros de banda, pero en una reciente entrevista el guitarrista no prometió una reunión de Triumph. Emmett adujo que Gil Moore está dedicado en tiempo completo a Metalworks Studios, además del hecho de que Moore no ha actuado como baterista desde 1993. El bajista Mike Levine tampoco parece tener mucho interés en viajar y dar conciertos a estas alturas. Pero la camaradería parece haber reavivado a los miembros de Triumph, y todavía puede haber colaboraciones futuras en algún nivel musical. El acercamiento es tal que, Metalworks Studios recientemente realizó las mezclas del nuevo proyecto de rock duro de Rik Emmett, Airtime (2007).
El 18 de enero de 2008, Triumph anunció que se habían reunido para tocar en el Festival de Rock de Suecia en junio de 2008, y como continuación de la convocatoria, se informó que la banda podría tocar en algunas fechas de julio de 2008, y a continuación, se preparaba una gira mundial a gran escala para 2009. A Triumph se agregan el guitarrista y vocalista Dave Dunlop para apoyar a la banda en sus presentaciones en 2008 y 2009.
El 6 de abril de 2008, Triumph fue incluido en el Salón de la Fama de la Música de Canadá como parte de los premios Juno.
El 8 de noviembre de 2008, durante una presentación en Elgin, Illinois, Rik Emmett, le dijo a la multitud que Triumph preparaba un tour para el 2009. Esto fue reiterado en el Tin Angel en Filadelfia, Pensilvania el 22 de noviembre del mismo año.
La canción «Lay It on the Line» fue lanzada como una canción de DLC para Guitar Hero versión 5, el 22 de octubre de 2009.
En 2021 se lanzó un Documental abarcando la historia y carrera de la banda, llamado "Triumph: Rock & Roll Machine", dirigido por Sam Dunn Y Marc Ricciardelli.

## Miembros de la banda

### Miembros actuales
- Rik Emmett - voz principal y guitarra (1975-1988, 2008-presente)
- Mike Levine - bajo, teclados y coros (1975-1993, 2008-presente)
- Gil Moore - batería, percusiones y voz principal (1975-1993, 2008-presente)

### Miembros anteriores
- Phil X - guitarra y coros (1992-1993)
- Rick Santers - guitarra, teclados y coros (1984-1993)

## Discografía

### Álbumes de estudio
| Álbum                 | Fecha de publicación     | Discográfica              |
| --------------------- | ------------------------ | ------------------------- |
| Triumph               | 13 de octubre de 1976    | Attic Records             |
| Rock & Roll Machine   | 3 de noviembre de 1977   | Attic Records RCA Records |
| Just a Game           | 30 de marzo de 1979      | Attic Records RCA Records |
| Progressions of Power | 25 de marzo de 1980      | Attic Records RCA Records |
| Allied Forces         | 19 de septiembre de 1981 | Attic Records RCA Records |
| Never Surrender       | 28 de enero de 1983      | Attic Records RCA Records |
| Thunder Seven         | Noviembre de 1984        | MCA Records               |
| The Sport of Kings    | Septiembre de 1986       | MCA Records               |
| Surveillance          | 27 de julio de 1987      | MCA Records               |
| Edge of Excess        | 13 de enero de 1993      | Victory Records           |